# 雷瑪根大橋
《雷瑪根大橋》（英語：The Bridge at Remagen）是一部於1969年上映，由美國製片商聯美製作和拍攝，以第二次世界大戰魯爾突圍戰為背景故事的戰爭片。
描述1945年3月7日起，美軍第九坦克師攻佔在德國雷瑪根市橫跨萊茵河的魯登道夫大橋之史實故事。

## 情節
本片以美國陸軍未能佔領仍完好無損的奧伯卡塞爾鐵路橋開始。 哈特曼中尉（喬治·西格爾飾）是一位經驗豐富的戰鬥小組隊長，他對歐洲戰爭感到厭倦。 在前任軍官魯莽死亡後，哈特曼被提升為連長，之後他奉命前往位於雷馬根的萊茵河，並答應他的部下在那裡休息。 同時，德國陸軍少校保羅·克魯格（羅伯特·沃恩飾）被他的朋友兼上級馮·布洛克上將（彼得·範·艾克飾）指派去摧毀雷馬根大橋，馮·布洛克上將接到了立即執行任務的書面命令 。 將軍訴諸克魯格的榮譽感，口頭命令他盡可能長時間地保衛這座橋，讓被困在河西岸的德國第15軍團得以逃脫。
在佔領距離雷馬根12英里（20 公里）的不設防的梅肯海姆小鎮後，哈特曼的營長巴恩斯少校（布拉德福德·迪爾曼飾）命令哈特曼繼續前進，直到遇到抵抗。 克魯格巡視了雷馬根鎮上空的防禦工事，並向當地的德國守衛部隊（其中許多是年長男子和男孩）保證，由將軍親自保證的坦克預備隊正在路上。 當哈特曼的軍隊攻擊該鎮時，克魯格發現馮布洛克向他做出了空洞的承諾； 他打電話給將軍總部詢問所承諾的坦克，卻被告知這些坦克已被送往「其他地方」。 發現橋樑完好無損後，辛納將軍（E·G·馬歇爾飾）命令巴恩斯少校確保奪取這座橋，並說道：「這是一次廢話，少校。我們冒著100 人的風險，但你可以拯救10,000 人。” 巴恩斯同意派遣哈特曼的連隊，並命令他們攻擊橋上的德軍防禦工事，以在萊茵河上取得立足點。 透過這樣做，美國陸軍將避免在其他地方進行成本更高的渡河行動。 哈特曼的班長之一安吉洛中士（本·加扎拉飾）在巴恩斯少校威脅哈特曼後襲擊了他。
當美國士兵衝向大橋時，克魯格與雷馬根大橋安全指揮部的炸藥工程師鮑曼上尉（約阿希姆·漢森飾）和施密特上尉（漢斯·克里斯蒂安·布萊奇飾）一起試圖炸毀大橋，但事實證明他們使用的炸藥是不是這項工作所需的高當量軍用炸藥，而是較弱的工業炸藥，無法摧毀結構。 哈特曼的部隊深入挖掘以鞏固他們在橋上的陣地。
克魯格射殺了兩名試圖逃跑的士兵。 克魯格意識到情況毫無意義，返回總部，親自向將軍請求更多增援，但抵達後發現總部大樓已被黨衛軍佔領。 馮·布洛克因「失敗主義」被黨衛軍逮捕。 克魯格被他們詢問有關延遲摧毀橋樑的問題，並被逮捕。
在雷馬根，哈特曼領導對克魯格在停泊在橋上的一艘駁船上安裝的機槍巢進行突襲，但在殺死船員時，安傑洛被擊中並掉入河中。 哈特曼步行向橋樑防守者的哨所行進，與此同時，一隊M24霞飛戰車穿過橋樑。 剩下的德國士兵向美軍投降。 戰鬥結束後，哈特曼發現安傑洛還活著。 第二天，克魯格被黨衛軍行刑隊帶去處死。 隨著頭頂上飛機的聲音，克魯格問道：“我們的還是他們的？” 當在場的黨衛軍軍官回答“敵機”時，克魯格沉思道，“但誰是敵人呢？” 在他被槍殺之前，還向盟軍行刑隊討煙抽時被執刑，表示盟軍對他的敬意。
隨後螢幕訊息通知觀看者，實際的橋樑在被佔領十天後倒塌。

## 評價
在相當程度上，36個守橋德軍對抗1000名美軍，這部電影讚揚德軍的作戰勇氣，特別是美軍與德軍隔著寬敞的萊茵河，在陰冷霧濕的叢林大河旁，邊駕駛戰車邊相互猛烈駁火，Cinemax電視台於2010年5月再次播放。德军最后出现的世界最重名坦克虎式，片中有出现乍现且炮击显威，也为在二戰末1944年能造出71顿坦克的德国工藝水平，予以肯定并广告宣传。

## 演員表
- 菲爾·哈特曼中尉：喬治·席格（英语：George_Segal）
- 保羅·克魯格少校：勞勃·范恩
- 安傑洛中士：班·加賽拉（英语：Ben Gazzara）
- 巴恩斯少校：布雷福德·迪爾曼（英语：Bradford Dillman）
- 辛勒爾將軍：E·G·馬紹爾（英语：E.G. Marshall）
- 馮·布諾克將軍：彼得·范·艾克（英语：Peter van Eyck）
- 卡爾·施密特上尉：漢斯·克利斯汀·布萊奇（英语：Hans Christian Blech）
- 沃爾茨岡議員：海茵茨·萊納克（英语：Heinz Reincke）
- 安娜·蓋爾（英语：Anna Gael）